# Sarvesjärvi
Sarvesjärvi eller Sarvisjärvi är en sjö i Finland. Den ligger i kommunen Enare i landskapet Lappland, i den norra delen av landet, 1 000 km norr om huvudstaden Helsingfors. Sarvesjärvi ligger 210 meter över havet. Arean är 53,4 hektar och strandlinjen är 6,09 kilometer lång. Sjön  ingår i Neidenälvens huvudavrinningsområde. 